# Synagogue de Nabratein
La synagogue de Nabratein (hébreu : נבוריה) est une synagogue antique et un site archéologique de Haute-Galilée, situé dans une forêt de pins au nord de Safed.

## Historique

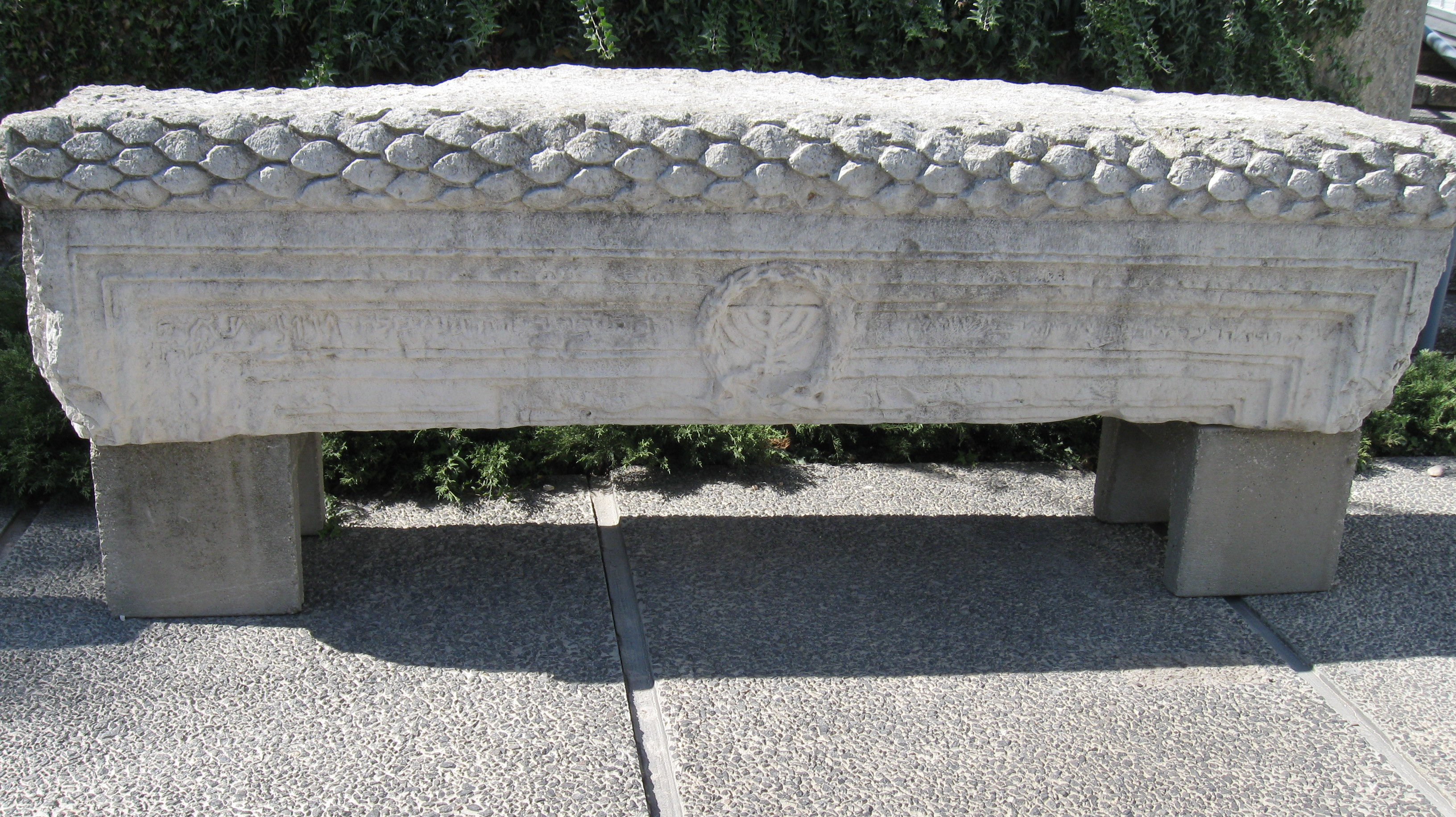
Un linteau avec une menorah inscrite.

Naburiya est un village juif de Galilée aux périodes du Premier et du Second temple. Naburiya est considéré comme étant le même lieu que Nabratein, où Éléazar de Mod'im (en) et Jacob de Kfar, un compilateur de la Haggada, sont inhumés. Les restes retrouvés sur le site indiquent que cette synagogue est la plus ancienne de Galilée. L'édifice originel est agrandi au IIIe siècle avant d'être détruit par un séisme en l'an 363.
En 564, la synagogue est reconstruite, en plus grand, à partir des pierres de l'ancien édifice. L'année exacte de sa reconstruction est connue grâce à l'inscription au-dessus de sa porte d'entrée, aujourd'hui conservée au musée d'Israël : « construit quatre cent quatre-vingt-quatorze après la destruction du Temple, sous la direction de Hanina ben Lizar et Luliana bar Yuden ». L'édifice subsiste jusqu'en l'an 640.
Le site comporte aujourd'hui deux rangées de quatre colonnes chacune. La façade de la synagogue est partiellement reconstruite par le Fonds national juif et l'Autorité des antiquités d'Israël.
La menorah entourée d'une couronne de fleurs au-dessus de la porte de la Henry S. Frank Memorial Synagogue (en) de Philadelphie, est une copie de celle de la synagogue de Nabratein.